# Šatorina
Šatorina – najwyższy szczyt Welebitu Środkowego o wysokości 1623 m. Jest to stożkowy szczyt, który jednak składa się z dwóch wierzchołków, z trawiastym pokryciem od wysokości 1450 m. Ze szczytu jest wspaniały widok na Morze Adriatyckie i Welebit. W tym widoku wyróżniają się ściany szczytów Veliki Kozjak (1629 m) i Bačić kuk (1304 m). Na szczycie znajduje się geodezyjny punkt triangulacyjny. Teren jest pokryty pastwiskami i lasami bukowymi i świerkowymi.
Dojście na Šatorinę jest możliwe z czterech stron, Szlakiem Premužicia z Velikiego Alana, spod szczytu Ograđenika (1604 m) i na wschód przez Ravni dolac i dalej jednym z najlepiej wytyczonych szlaków (wytyczony jeszcze za czasów monarchii austro-węgierskiej dla potrzeb pomiarów geodezyjnych) ku Šatorinie; z kierunku doliny Štirovačy welebicką drogą wzdłużną na południe i znowu przez Ravni dolac; ze Szlaku Premužicia z polja Mlinište z wysokości ponad 1000 m, przez Matijević brijeg (1611 m) albo z welebickiej drogi wzdłużnej, odbiciem, które położone jest nieco na południe od szczytu, w kierunku północno-zachodnim na szczyt.